# Keizerlijke Stad
De Keizerlijke Stad (Chinees: 北京皇城; Pinyin : Huángchéng) was een deel van de stad Beijing (Peking) in de Ming and Qing dynastieën. Hij verwijst naar de verzameling tuinen, altaren en andere dienstverleningen die de Verboden Stad in het oude Beijing omringden. De Keizerlijke Stad was net zoals de Verboden Stad verboden voor buitenstaanders.
De Keizerlijke Stad was omringd door een stadsmuur met zeven poorten en bevat historische plaatsen zoals de Verboden Stad, Tianmen en andere plaatsen.